# Episodi di Great Teacher Onizuka (seconda stagione)
La seconda stagione della serie live action Great Teacher Onizuka, ispirata all'omonimo manga e al remake del precedente adattamento di questo del 1998, è stata trasmessa in Giappone su Fuji TV dall'8 luglio all'16 settembre 2014 e tratta di una storia completamente originale rispetto al manga, con un cambio quasi totale di cast (restano solo cinque personaggi della prima stagione/degli speciale).
In Italia è inedita.
| Nº | Titolo italiano Giapponese 「Kanji」 - Rōmaji | In onda           | In onda |
| Nº | Titolo italiano Giapponese 「Kanji」 - Rōmaji | Giapponese        |         |
| 1  | Il nuovo palco è la vecchia scuola di Eikichi Onizuka! Lezione Great a ragazza problematica! La chirurgia plastica è sempre stato il rimpianto della madre della liceale 「新舞台は鬼塚英吉の母校！ 問題児にグレート授業だ！ 美容整形をバラされた女子高生に母の後悔」 - Shin butai wa Onizuka Eikichi no bokō! Mondaiji ni great (gurēto) jugyōda! Biyō seikei o bara sa reta mesukōsei ni haha no kōkai | 8 luglio 2014     |         |
| 2  | Crisi da crollo di una famiglia... Salvare il ragazzo ingenuo - le urla di Onizuka in lacrime per il risultato della maratona (marathon) 「家族崩壊の危機…純情少年を救え・鬼塚絶叫マラソン大会涙の結末」 - Kazoku hōkai no kiki… junjō shōnen o sukue Onizuka zekkyō marathon (marason) taikai namida no ketsumatsu                                                                                      | 15 luglio 2014    |         |
| 3  | Salvare la studentessa dallo stalker! Onizuka s'infuria dopo l'avviso di omicidio 「ストーカーに震える生徒を救え！ 殺人予告に鬼塚怒りの鉄拳炸裂」 - Sutōkā ni furueru seito o sukue! Satsujin yokoku ni Onizuka ikarinotekken sakuretsu | 22 luglio 2014    |         |
| 4  | Il padre è un estraneo... i legami di sangue sono importanti? Onizuka ricrea il legame genitore-figlio 「父親は他人だった…血の繋がりは大切か？ 鬼塚が伝える親子の絆」 - Chichioya wa tanindatta… chinotsunagari wa taisetsu ka? Onizuka ga tsutaeru oyako no kizuna | 29 luglio 2014    |         |
| 5  | Scoperto bullismo nella classe 2-A! Onizuka in un'azione decisiva per sradicare il bullismo! Salva la ragazza coraggiosa e proteggi i tuoi amici! 「2年A組にイジメ発覚！ 鬼塚が前代未聞のいじめ撲滅作戦を決行！ 友達をかばう健気な女子生徒を救え！」 - 2-Nen A-gumi ni ijime hakkaku! Onizuka ga zendaimimon no ijime bokumetsu sakusen o kekkō! Tomodachi o kabau kenagena joshi seito o sukue!         | 5 agosto 2014     |         |
| 6  | Lezione in vacanza estiva di Onizuka! Sogno irrealizzato!? Povera ragazza col sogno di cantare negato dalla madre 「鬼塚夏休み授業！ 夢は叶わない!? 歌手目指す貧乏少女に母の反対」 - Onizuka natsuyasumi jugyō! Yume wa kanawanai!? Kashu mezasu binbō shōjo ni haha no hantai | 12 agosto 2014    |         |
| 7  | Liceale incinta... Violenza su studente modello! La grande rabbia di Onizuka! 「妊娠女子高生とのすれ違い…優等生が暴力事件！ 見捨てる教師に鬼塚が大激怒する！」 - Ninshin mesukōsei to no surechigai… yūtōsei ga bōryoku jiken! Misuteru kyōshi ni Onizuka ga dai gekido suru! | 19 agosto 2014    |         |
| 8  | La lezione di Onizuka all'asso della squadra di basketball che non può più proseguire il suo sogno... Ricomincia a vivere! 「夢絶たれたバスケ部エースに鬼塚授業…人生は絶対やり直せる！」 - Yume tata reta basuke-bu ēsu ni Onizuka jugyō… jinsei wa zettai yarinaoseru! | 26 agosto 2014    |         |
| 9  | Amore proibito tra la ragazza che marina la scuola e un insegnante? Crisi da collasso per una vendetta pericolosa... il dramma del disperato salvataggio di Onizuka! 「不登校女子が教師と禁断の恋？ 危ない復讐でクラス崩壊の危機…鬼塚必死の救出劇！」 - Futokō joshi ga kyōshi to kindan no koi? Abunai fukushū de kurasu hōkai no kiki… Onizuka hisshi no kyūshutsu geki!                               | 2 settembre 2014  |         |
| 10 | La furia del capitolo finale! La tragedia di 10 anni fa di Onizuka? Situazione disperata... difendi gli studenti 「最終章突入！鬼塚10年前の悲劇とは？危険な逆襲で絶体絶命...生徒守れ」 - Sai shūshō totsunyū! Onizuka 10-nen mae no higeki to wa? Kiken'na gyakushū de zettaizetsumei... Seito mamore | 9 settembre 2014  |         |
| 11 | La serie GTO finalmente completa! Lacrime per la gravidanza per i liceali... La grande lezione di vita di Onizuka 「GTOシリーズ遂に完結！ 妊娠女子高生の涙…鬼塚が一番伝えたい命のグレート授業」 - GTO shirīzu tsuini kanketsu! Ninshin mesukōsei no namida… Onizuka ga ichiban tsutaetai inochi no gurēto jugyō                                                                                          | 16 settembre 2014 |         |